# Барби в рокендрол принцеса
„Барби в рокендрол принцеса“ (на английски: Barbie in Rock 'n Royals) е канадски детски анимационен филм от 2015 година на режисьорката Керън Лойд по сценарий на Марша Грифин.
Филмът е част от поредицата „Барби“. В центъра на сюжета е главната героиня Барби, която играе принцеса, заела мястото на популярна рок звезда.